# Marmosa vellutada
La marmosa vellutada (velutinus) és una espècie d'opòssum de la família dels didèlfids. És endèmica del Brasil, on viu als cerrados i caatingues.